# World of Sand
World of Sand é o terceiro álbum de estúdio da banda Servant, lançado em 1982.

## Faixas
1. Two Masters
2. New Revolution
3. Long Hard Fight
4. Jungle Music
5. Wall of Love
6. Cheap Talk
7. Sudden Death
8. Come, Jesus, Come
9. Cog in the Wheel
10. Treeplanter Stomp